# Medjuh
Medjuh est un village du Cameroun, situé dans la région de l'Est et au sein du département du Haut-Nyong. Comptant parmi les 64 villages[à vérifier] de la commune de Lomié, l'économie du village est principalement basée sur l'agriculture.

## Climat
La température moyenne du village oscille aux alentours des 24 degrés. Soumis au climat équatorial similaire à celui de la Guinée, les deux saisons de pluie sont entrecoupées de deux saisons sèches. Les températures les plus basses sont généralement en juillet (22,5 °C) et les plus élevées au mois d'avril (32,6°).

## Population
Le village de Medjuh se compose de 332 habitants, dont 163 hommes et 169 femmes, d'après le recensement de 2005.

## Langue
- Ndjem (langue)